# 土方隆行
土方 隆行（ひじかた たかゆき、1956年3月7日 - ）は、日本のギタリスト、音楽プロデューサー、作曲家、編曲家。東京都出身。1977年にデビュー後、マライア、ナスカなどのバンドを経て、スタジオ・ミュージシャンとして幅広く活動。ニックネームは「かたやん」。次男はアテレモのギタリスト・理久音（りくと）こと土方理久音。

## 概歴
小学3年の時に兄の影響でザ・ベンチャーズに憧れギターを手にする。小学5年の時に千葉県市川市へ移住。中学時代にディープ・パープルやジェフ・ベック、レッド・ツェッペリンに魅かれてバンドを始める。
1976年にバンド「ASOCA（アソカ）」で「第1回 EastWest'76」のグランプリを獲得。同バンドのキーボード・小林泉美のデビューに際しメンバーでサポートを務める事になり、1977年に「小林泉美Mimie-Chan Super Band」としてEP「マイ・ビーチ・サンバ」でデビュー。1978年にレコード会社を移籍し「小林泉美 & Flying Mimi Band（フライングミミバンド）」と改名してアルバム2枚・シングル2枚を発表。並行してスタジオ・ミュージシャンとして活動を開始。
1979年、ビーイングの黎明期に、清水靖晃、笹路正徳らとプログレッシブ・ロック・フュージョンを主体とした音楽制作集団「マライア」プロジェクトを結成。1980年にアルバム『YENトリックス』でデビュー、アルバム計5枚・シングル1枚をリリース。
その間、1980年にソロ・デビュー・アルバム『Smash The Glass』、1981年にセカンド・アルバム『Atomic Rooster』とソロ・アルバム2枚を日本コロムビア・BLOW UPレーベルからリリース。土方がリード・ボーカルの曲も1曲ずつ収録されている。
1983年、ビーイングから独立。笹路正徳、坂井紀雄らとプログレッシブ・ロック・バンド「ナスカ」を結成し、1987年までに3枚のアルバムをリリース。
1991年、笹路正徳が率いる期間限定ロック・バンド「ササジーズ」、1992年、キーボード・宮城純子によるフュージョン・バンド「姫の乱心」に参加。
2001年、20年ぶりのソロ作品・初のギターInstrumentalアルバム『FULL MOON』を日本コロムビア/MAGIC NOTESレーベルからリリース。
音楽プロデューサー、編曲家として様々なアーティストを手掛ける一方、スタジオ・ミュージシャンとして数多くのレコーディング/ライブ・セッションで活動。

### 【サウンド・プロデュース/編曲】
エレファントカシマシ「悲しみの果て」、スピッツ「空も飛べるはず」、河村隆一「Love is…」「恋をしようよ」、黒夢「MARIA」、SADS「TOKYO」「忘却の空」、SMAP「心の鏡」「BEST FRIEND」、小野正利「もっと美しくなれ」、PINK SAPPHIRE、松山千春、柳ジョージ、浅川マキ、浜田省吾、稲垣潤一、大橋純子、HOUND DOG、Dragon Ash、JIGGER'S SON、Raphael、THE SPACE COWBOYS、酒井法子、上原多香子、Say a Little Prayer、他。

### 【レコーディング】
吉田美奈子、マリーン、来生たかお、南佳孝、角松敏生、杏里、佐野元春、伊藤銀次、清水靖晃、松岡直也、新田一郎、本多俊之、村田有美、松田聖子、中島みゆき、岩崎宏美、井上陽水、五輪真弓、髙橋真梨子、德永英明、玉置浩二、山本達彦、杉山清貴、鈴木雄大、中西保志、ゴスペラーズ、コブクロ、夏川りみ、新山詩織、他多数。

### 【ライブ・サポート】
吉田美奈子（1981年〜1983年・1995年〜）、中島みゆき（1985年・1998年）、吉田拓郎（2004年〜2006年）、玉置浩二（2005年〜2007年）、HOUND DOG（2008年〜2016年・2019年）、德永英明（2013年〜）、近藤真彦（2015年〜）、野口五郎（2021年～）他多数。

## ディスコグラフィ

### ソロ作品
- AL『Smash The Glass』（1980.6.25/日本コロムビア）
  - 初CD化（1991.10.21/日本コロムビア）
  - CD再発（1995.7.20/日本コロムビア）
  - オンデマンドCD再発（2012.6.21/日本コロムビア/ASIN B008BKEWCI) [9]
  - タワーレコード限定CD再発（2015.1.28）[10]
- AL『Atomic Rooster』（1981.3.25/日本コロムビア）
  - オンデマンドCD再発（2013.4.25/日本コロムビア/ASIN B00CEKQ87S) [11]
  - タワーレコード限定CD再発（2015.1.28）[10]
- AL『FULL MOON』（2001.09.21/日本コロムビア）
  - オンデマンドCD再発（2010.2.22/日本コロムビア/ASIN B0038002TS）[12]

- DVD『ELECTRIC GUITAR 2DAYS LESSON』（フルエキスパート/教則DVD）

### 小林泉美 & Flying Mimi Band（フライングミミバンド）
Vo.&Key.小林泉美、Sax.清水靖晃、G.土方隆行、B.渡辺モリオ、Ds.渡嘉敷祐一→マーティン・K・ブレイシー
- EP「マイ・ビーチ・サンバ」（1977.08/CBS・ソニー） 小林泉美Mimie-Chan Super Band名義
- AL『ORANGE SKY -ENDLESS SUMMER』（1978.03.05/Philips Records）[13]
- EP「マイ・ビーチ・サンバ'78」（1978.04.25/Philips Records）
- AL『Sea Flight』（1978.10.15/Philips Records）[14]
- EP「スプーンダンス〈タイフーン’79〉」（1978年/Philips Records）

### マライア （MARIAH）
Sax.清水靖晃、Key.笹路正徳、G.土方隆行、B.渡辺モリオ、Vo.村川ジミー聡、Ds.山木秀夫
- AL『YENトリックス』（1980.08.21/Bill Box/KING Records）[15]
- AL『アウシュビッツ・ドリーム』（1981.06.05/Bill Box/KING Records）[16]
- AL『マージナル・ラヴ』（1981.10.25/BETTER DAYS/日本コロムビア）[17]
- EP「マージナル・ラヴ」（1981.10.25/BETTER DAYS/日本コロムビア）
- AL『レッド・パーティ（悪魔の宴）』（1982.02.21/Bill Box/KING Records） 2枚組ライブ盤 [18][19]
- AL『うたかたの日々』（1983.02.21/BETTER DAYS/日本コロムビア）[20]

### ナスカ （NAZCA）
Key.笹路正徳、G.土方隆行、B.&Vo.坂井紀雄、Ds.辻野リューベン→藤井章司
- AL『Words Of Love』（1983.08.25/CBS・ソニー）
- AL『NAZCA II』（1984.07.21/CBS・ソニー）
- AL『SAMARKAND』（1987.01.21/CBS・ソニー）
- AL『GOLDEN☆BEST ナスカ・アンド・ササジーズ』（2012.11.28/Sony Music Direct）[21]

### ササジーズ （SASAJIES）
Key.笹路正徳、G.土方隆行、B.&Vo.坂井紀雄、Ds.青山純、Guest Vo.奥居香、Vo.奥田民生
- AL『アナコンダウーマン』（1991.11.01/Sony Records）

### 姫の乱心
Key.宮城純子、G.土方隆行、B.六川正彦、Ds.渡嘉敷祐一、Sax.小池修、Tp.小林正弘、Guest Sax.本田雅人
- AL『NO EXIT』（1992.12.16/創美企画）

### POPPIN'4[22]
Key.塚山エリコ、G.土方隆行、B.コモブチキイチロウ、Ds.渡嘉敷祐一
- AL『Made In Manhattan』（2017.07.10/キングレコード）

### オムニバス
- AL『GUITAR WARS』（1983年/日本コロムビア）
- AL『HEAVY METAL GUITAR BATTLE Vol.2』（1986年/ビクター音楽産業）
- AL『PLAYERS POLE POSITION Vol.3 DANCE TO THE CHRISTMAS CAROL』（1989年/BMGビクター）
- AL『THE BETTER DAYS』（1995年/日本コロムビア）
- AL『GUITAR WORKSHOP COMPLETE WORKS』（1995年/ビクターエンタテインメント）
- AL『祭囃子〜ゲームトリビュート』（1998年/バンダイ・ミュージックエンタテインメント）『信長の野望・天翔記』より「乱世の鷹」
- AL『ニッポンのロック・ギタリスト達 Vol.2』（2002年/ビクターエンタテインメント）
- AL『ニッポンのロック・ギタリスト達 Vol.4』（2002年/ビクターエンタテインメント）
- AL『Light Mellow 〜Travellin'』（2015年/日本コロムビア）

### Guitar☆Man[23]
- Guitar☆Man  AL『Guitar☆Man LIVE BEST SELECTION VOL.1』（2013年/ライブ盤）ギター、AL『Guitar☆Man LIVE BEST SELECTION VOL.2』（2014年/ライブ盤）ギター、AL『Guitar☆Man LIVE BEST SELECTION VOL.3』（2016年/ライブ盤）ギター
- 尾形和優 with Guitar☆Man  S「Ti Amo 〜希望への光〜」（2015年）ギター

## 参加作品

### アーティスト
※S＝EP・12インチシングル・8cmCD・マキシシングル、AL＝LP・アルバムCD、MAL＝ミニ・アルバム、V=VHS・β・LD、DVD=DVD・Blu-ray  ※ベスト盤・オムニバス盤を除く  ※1曲以上参加で掲載、シングル曲のみ参加はアルバム非掲載

#### あ行
- Aisa  AL『7inches off the ground』（2004年）ギター
- 上妻宏光  AL『永遠の詩』（2005年）ギター、AL『○ -エン-』（2006年）ギター
- 阿川泰子  AL『ジャーニー』（1980年）ギター、AL『SUNGLOW』（1981年）ギター
- 秋本奈緒美  AL『Rolling 80's』（1982年）ギター、AL『One Night Stand』（1982年）ギター、AL『Poison 21』（1984年）ギター
- 浅井ひろみ  AL『オリジン』（1988年）ギター
- 朝加真由美  AL『優しい関係』（1981年）ギター
- 浅香唯  AL『Candid Girl』（1988年）ギター、AL『Nude Songs』（1990年）ギター
- 浅川マキ  AL『アメリカの夜』（1986年）ギター、AL『こぼれる黄金の砂 -What it be like- 』（1987年）ギター、AL『こんな風に過ぎて行くのなら』（1996年）ギター、AL『闇のなかに置き去りにして -BlackにGood luck-』（1998年）プロデュース/作曲/ギター
- 麻倉未稀  AL『フォリナー』（1985年）ギター
- 朝本千可  AL『Gypsy Moon』（1988年）ギター
- 安達祐実  S「未来の花（cw/涙くんさよなら）」（1999年）編曲/ギター
- 亜波根綾乃  S「プリズム」（1997年）編曲/ギター、S「I Love Everything（cw/小さな勇気）」（1998年）編曲/ギター
- 安部恭弘  AL『SLIT』（1984年）ギター
- 天宮良  AL『TURN YOU ON』（1985年）ギター
- 彩裕季  AL『Heartstrings』（1993年）ギター
- 綾戸智絵  AL『SEVEN』（2004年）ギター
- 鮎川麻弥  AL『SMILE』（1988年）ギター
- 亜蘭知子  S「悲しきボードビリアン」（1981年）ギター、AL『神経衰弱』（1981年）ギター、AL『色彩感覚』（1982年）ギター
- 有近真澄  AL『TRUEBLUE』（1992年）ギター
- 安藤秀樹  AL『With』（1992年）ギター
- アンリ菅野  AL『ジャスト・グルーヴィン』（1980年）ギター、AL『RENEWAL』（1993年）ギター
- 杏里  AL『Bi・Ki・Ni』（1983年）ギター、AL『Timely!!』（1983年）ギター、AL『MYSTIQUE』（1986年）ギター、AL『SUMMER FAREWELLS』（1987年）ギター
- アン・ルイス  AL『Dri夢・X-T-C』（1985年）ギター
- 飯島直子  S「JULIA」（1996年）ギター
- 飯島真理  AL『blanche』（1984年）ギター、AL『Midori』（1985年）ギター
- EVE  AL『JACK AND BETTY』（1992年）ギター
- 五十嵐浩晃  AL『DISTINATION』（1989年）ギター、AL『愛のためにぼくが出来ること』（1992年）ギター
- 生稲晃子  AL『「生稲」De-Dance』（1988年）ギター
- 井口一彦  AL『de novo』（1994年）ギター
- 池田幸司  AL『BOY'S STREET→GIRLS' AVENUE』（1985年）ギター
- 池田聡  AL『SWIMMER』（1989年）ギター、AL『THE ALBUM』（1993年）ギター
- 池田典代  AL『ドリーム・イン・ザ・ストリート』（1979年）ギター
- 勇直子  AL『アスファルトの天使たち』（1986年）ギター
- 石井聖子  S「everyday clear sky」（1999年）編曲/ギター
- 石川さゆり  AL『X-Cross Ⅲ-』（2017年）ギター
- 石川優子  AL『NUANCE』（1982年）ギター、AL『微笑みたちの午後』（1990年）ギター
- 伊豆田洋之  AL『IN YOUR EYES』（1990年）ギター、MAL『君を想うとき…』（1993年）ギター
- 伊勢正三  AL『OUT of TOWN』（1987年）ギター
- 市川由紀乃
- 市川陽子  AL『ALL FOR YOU』（1993年）ギター
- 市村正親  AL『限りなく優しく』（1982年）ギター
- 五木ひろし & 坂本冬美  S「ラストダンス」（2018年）ギター
- 五輪真弓  AL『1984五輪まゆみライブ  熱いさよなら』（1984年/ライブ盤）ギター、AL『名もなき道』（1990年）ギター、AL『Personal』（1994年）ギター
- 一色ゆかり（杉本誘里）  AL『Let's Begin』（1981年）ギター
- 伊藤銀次  AL『SUGAR BOY BLUES』（1982年）ギター、S「夜を駆け抜けて」（1985年）ギター、AL『PERSON TO PERSON』（1985年）ギター
- 伊東たけし  AL『T.K.BREEZE』（1996年）ギター
- 伊藤つかさ  AL『クレッシェンド』（1984年）ギター
- 稲垣潤一  S「僕ならばここにいる」（1993年）ギター、S「STARTING OVER」（1997年）編曲/ギター、AL『V.O.Z.』（1997年）編曲/ギター、AL『Revival II』（2004年）ギター
- 井上鑑  AL『CRITERIA』（2006年）ギター
- 井上慎二郎  AL『Shinjiroh Inoue』（1997年）ギター
- 井上大輔  AL『BLUE』（1988年）ギター
- 井上千鶴  AL『抱きしめてBoy』（1986年）ギター
- 井上美樹  AL『DOOR』（1991年）ギター
- 井上睦都実  AL『夢で逢いましょう』（1993年）ギター
- 井上陽水  S「ジェラシー」（1981年）ギター、AL『9.5カラット』（1984年）ギター、AL『カシス』（2002年）ギター
- イルカ  AL『いつか冷たい雨が』（1979年）ギター
- 岩男潤子  MAL『18番街の奇跡』（1995年）ギター
- 岩城滉一  AL『リスキー・スパイス』（1985年）ギター
- 岩崎宏美  AL『Love Letter』（1982年）ギター、AL『わがまま』（1986年）ギター、AL『よくばり』（1987年）ギター、AL『Me too』（1988年）ギター、S「ただ・愛のためにだけ」（2005年）ギター、AL『MY SONGS』（2015年）ギター
- 岩城憲 & Tears Project  AL『ワイルド&マイルド』（1987年）ギター
- infix  S「涙・抱きしめて」（1996年）編曲
- 上田浩恵  AL『Blew』（1987年）ギター
- 上田正樹  AL『HUSKY』（1983年）ギター
- 上原多香子  S「my first love」（1999年）編曲/ギター、S「Come close to me」（1999年）編曲/ギター、S「my greatest memories」（2000年）編曲/ギター、AL『first wing』（2000年）編曲/ギター、S「Air」（2002年）編曲
- ウカスカジー  AL『Tシャツと私たち』（2016年）ギター
- うしろ髪ひかれ隊  AL『BAB』（1988年）ギター
- 臼田道成  AL『風』（1995年）ギター
- 内田有紀  AL『Present』（1997年）編曲/ギター
- 宇都美慶子  AL『La Sympathie』（1990年）ギター
- 宇井かおり  AL『DESTINO』（1997年）編曲/ギター
- Umekichi  AL『蔵出し名曲集〜リローデッド〜』（2004年）ギター
- 浦田健志  S「Fallin' in the rain」（1990年）ギター、AL『Blue』（1990年）ギター、S「裏切りのアクション」（1991年）ギター
- 呉汝俊  AL『夢郷モン・シャン』（2003年）ギター
- 江口洋介  AL『READY TO GO NINETEEN-TWENTY』（1988年）ギター
- 江崎秀一  AL『STARRING』（1979年）ギター、S「クレイジー・ラヴ」（1979年）ギター
- EBI（堀内一史） S「Love the World」（1995年）ギター、AL『LOVE THE RHYTHM』（1995年）ギター
- EPO  AL『DOWN TOWN』（1980年）ギター
- ERI（菅井えり）AL『SKIP!』（1986年）ギター
- ELIKA  AL『NEW VISION』（1989年）ギター、AL『KISSES』（1990年）ギター
- electric combat  S「I can do anything（c/wすべては僕らのために）」（1998年）編曲
- エレファントカシマシ  S「悲しみの果て」（1996年）プロデュース/編曲/ギター、S「孤独な旅人」（1996年）プロデュース/編曲/ギター、AL『ココロに花を』（1996年）プロデュース/編曲/ギター、S「今宵の月のように」（1997年）ギター、S「はじまりは今」（1998年）プロデュース/編曲/ギター、AL『愛と夢』（1998年）プロデュース/編曲/ギター
- 遠藤京子  AL『夢見るスター』（1985年）ギター
- 大植三奈江  AL『HARD RAIN』（1991年）ギター、MAL『Befor The Brand-new Days』（1991年）ギター、AL『Bright&Shadow』（1992年）ギター、AL『Primrose』（1996年）編曲/ギター
- 大江千里  AL『HOMME』（1991年）ギター
- 大木彩乃  S「瞬きとキス」（2000年）編曲/ギター、S「白昼夢」（2000年）編曲/ギター、AL『屋上遊園地』（2000年）編曲/ギター、S「Happy days」（2000年）編曲/ギター
- オオゼキタク  S「なでしこ」（2007年）編曲
- 大空はるみ  AL『はるみのムーンライトセレナーデ』（1982年）ギター
- 太田貴子  AL『TRUTH』（1987年）ギター
- 太田裕美  S「ステキノキセキ/桜月夜」（2019年）ギター
- おおたか静流  AL『REPEAT PERFORMANCE Ⅱ』（1993年）ギター
- 大塚純子  AL『HURTS』（1990年）ギター、AL『NEAT』（1991年）ギター
- 大塚利恵  S「「いいよ。」」（1998年）編曲/ギター、S「玉子ごはん（cw/涙のカギを開けて）」（1998年）編曲/ギター、AL『Oh Dear』（1998年）編曲/ギター
- 大橋剛  S「女神の唇」（1996年）編曲
- 大橋純子  AL『Tea For Tears』（1981年）ギター、AL『ミスセレナス』（1993年）ギター、AL『BLUE DESERT』（1994年）ギター、MAL『J'selection Vol.1』（1994年）編曲/ギター
- 大森絹子  AL『Sweet Dreams』（1988年）ギター
- 岡崎律子  AL『for RITZ』（2004年）ギター
- 岡村孝子  AL『Eau Du Ciel (天の水)』（1989年）ギター
- 小笠原ちあき  AL『ちゃきちゃきはうす ザ・パーティー』（1992年）ギター
- 荻野目洋子  S「IF YOU LOVE ME NOW 〜愛しさにさらわれて〜（cw/幸福への時間）」（1995年）編曲
- 奥井亜紀  AL『Wind Climbing』（1995年）ギター
- 奥居香  S「奇跡の時」（1994年）ギター、S「VANISHING」（1994年）ギター、AL『Renaissance』（1994年）ギター
- 奥土居美可  AL『MICA』（1989年）ギター、AL『HOT COLORS』（1989年）ギター
- 尾崎亜美  AL『三重マル』（2006年）ギター
- 尾崎和行  AL『僕達の行方』（1992年）ギター
- 尾崎豊  AL『回帰線』（1985年）ギター、V『LIVE CORE』（1989年/ライブ盤）ギター、DVD『LIVE CORE 完全版〜YUTAKA OZAKI LIVE IN TOKYO DOME 1988・9・12』（2013年/ライブ盤）ギター
- 長田清子  AL『ドリフティング・アローン』（1982年）ギター
- 小沢健二 S「強い気持ち・強い愛」（1995年）ギター、S「さよならなんて云えないよ」（1995年）ギター
- 小沢健二とSEKAI NO OWARI  S「フクロウの声が聞こえる」（2017年）ギター
- 尾高千恵  AL『YES』（1987年）ギター
- 小田裕一郎  S「クルージングナイト」（1985年）ギター、AL『ODA2』（1985年）ギター
- 小田陽子  AL『Shadow & Me』（1983年）ギター
- 音つばめ  AL『恋ごころ』（1984年）ギター
- 小野誠彦  AL『SEIGEN』（1984年）ギター
- 小野正利  S「ピュアになれ」（1992年）ギター、S「虹〜ろくでなしBLUES〜」（1992年）プロデュース/編曲/ギター、S「You're the Only…」（1992年）ギター、AL『VOICE of HEART』（1992年）プロデュース/編曲/ギター、AL『M.ONO』（1993年）プロデュース/編曲/ギター、S「もっと美しくなれ」（1993年）プロデュース/編曲/ギター、AL『With All My Heart』（1993年）プロデュース/編曲/ギター、S「Sympathy」（1997年）プロデュース/編曲/ギター
- 小幡洋子  AL『PEARL ISLAND』（1985年）ギター
- 親松敦子  AL『キリング・ウィスパー』（1988年）ギター

#### か行
- 甲斐よしひろ  AL『カオス』（1989年）ギター
- 笠井紀美子  AL『New Pastel』（1984年）ギター
- 風間杜夫  AL『淋しがり屋』（1986年）ギター
- 片岡大志  AL『新品の日々』（1995年）編曲
- 葛山信吾  AL『青春の旅路』（1992年）ギター
- かとうはつえ  AL『カスケード』（1979年）ギター
- 門あさ美  AL『SACHET』（1980年）ギター、AL『Hot Lips』（1982年）ギター、AL『PRIVATE MALE』（1983年）ギター、AL『麗 (u ra ra)』（1984年）ギター
- 角松敏生  S「DO YOU WANNA DANCE」（1983年）ギター、AL『ON THE CITY SHORE』（1983年）ギター、AL『AFTER 5 CLASH』（1984年）ギター、AL『GOLD DIGGER〜with true love〜』（1985年）ギター、AL『SEA IS A LADY』（1987年）ギター、S「She's My Lady」（1987年）ギター
- 鹿取洋子  AL『LIBRA』（1981年）ギター
- 金子美香  AL『NUDE』（1991年）ギター
- 兼崎順一  AL『ナチュラル-E』（1982年）ギター
- 川平慈英  S「JACK THE STADIUM」（1993年）編曲、MAL『JACK THE STADIUM SOUND TRACK』（1993年）編曲
- 神山さやか  S「Honey Moon」（2002年）ギター
- 雅夢  AL『夢つづり』（1981年）ギター
- 嘉門達夫  AL『リゾート計画』（1990年）ギター
- 加山雄三  AL『星の旅人』（2007年）ギター
- カルメン・マキ  AL『SPLIT』（1998年）ギター
- 河内淳一  AL『One Heart』（1988年）ギター
- 川口雅代  AL『SALUTE 〜ご・あ・い・さ・つ〜』（1981年）ギター
- 川島なお美  AL『未・来・人』（1984年）ギター、AL『SCOOOP!』（1985年）ギター
- 川島みき  AL『WILL』（1988年）ギター
- 河村隆一  S「Love is…」（1997年）プロデュース/編曲/ギター、AL『Love』（1997年）プロデュース/編曲/ギター、S「Stay with me（cw/Ne）」（2001年）プロデュース/編曲/ギター、S「Flight（c/w静かな夜は二人でいよう）」（2001年）プロデュース/編曲/ギター、S「ジュリア」（2001年）プロデュース/編曲/ギター、S「恋をしようよ」（2001年）プロデュース/編曲/ギター、AL『深愛〜only one〜』（2001年）プロデュース/編曲/ギター、MAL『人間失格』（2002年）プロデュース/編曲/ギター、AL『VANILLA』（2004年）ギター
- CaLIN  S「僕」（1990年）プロデュース/編曲、S「花のように咲く傘」（1990年）プロデュース/編曲、AL『僕は僕の夢をみる』（1990年）プロデュース/編曲
- KAN  AL『HAPPY TITLE -幸福選手権-』（1989年）ギター、S「よければ一緒に」（2010年）ギター、AL『カンチガイもハナハダしい私の人生』（2010年）ギター
- GANGY  AL『Dear Mrs. Lonely』（1982年）ギター
- 菊地朋貴  AL『セルフィッシュ』（1988年）ギター
- 菊池真美  AL『モーニング・デュー』（1982年）ギター
- 貴島サリオ  AL『SARIO 4』（1995年）ギター
- 来生たかお  AL『Sparkle』（1981年）ギター、AL『I Will...』（1986年）ギター、AL『With Time』（1988年）ギター
- 北原理絵  AL『南風』（1984年）ギター
- 吉川晃司  AL『Shyness Overdrive』（1992年）ギター、S「Brain SUGAR (Mad Blade Mix）」（1992年）ギター
- き乃はち  AL『粋』（2004年）ギター
- 木の実ナナ & 細川俊之  AL『YESTERDAYS'』（1984年）ギター
- 京本政樹  AL『太陽のかけら』（1987年）ギター、AL『煌 〜十二星座の女たち〜』（1988年）ギター
- 清野由美  AL『コンチネンタル』（1983年）ギター
- 桐ヶ谷俊博  AL『秋・あなたに』（1979年）ギター
- KinKi Kids  S「愛のかたまり（c/wHey! みんな元気かい?）」（2001年）ギター、S「孤独の街角（c/wHarmony of December）」（2006年）ギター、AL『K album』（2011年）ギター
- 金月真美  AL『サマーブレイク』（1997年）ギター
- GWINKO  AL『Princess Moon』（1994年）ギター
- 区麗情  AL『Shangri-la』（1994年）ギター
- 楠瀬誠志郎  AL『冒険者たち』（1987年）ギター、AL『aisA』（1988年）ギター
- 久野かおり  AL『LUNA』（1988年）ギター、AL『ROSE』（1991年）ギター、AL『Diamond Blue』（1999年）ギター
- 久宝留理子  AL『Vocallies』（1993年）ギター、AL『COLORS』（1994年）ギター
- くま井ゆう子  AL『100%恋愛』（1995年）ギター
- グレース・マーヤ  AL『ジャスト・ザ・トゥー・オブ・アス』（2007年）ギター
- 黒瀬真奈美  S「笑って（cw/オモイデ星）」（2008年）編曲/ギター、AL『16才』（2009年）編曲/ギター
- 黒夢  S「MARIA」（1998年）プロデュース/編曲/ギター、AL『CORKSCREW』（1998年）プロデュース/編曲/ギター
- 桑江知子  AL『TOMOKO 1』（1983年）ギター
- ケリー・チャン  AL『Da De Dum（我失恋）』（1998年）編曲/ギター、S「残された炎」（1998年）編曲/ギター
- 小泉今日子  AL『KYO→』（1998年）編曲/ギター
- 郷ひろみ  AL『I miss you 〜逢いたくてしかたない〜』（1995年）ギター、AL『恋のハレルヤ大作戦 〜Mission Coda is “G”〜』（2000年）ギター、S「恋はシュミシュミ」（2018年）ギター
- 高鈴  AL『いろどおり』（2006年）編曲
- 国府弘子  AL『ポイント・オブ・ノー・リターン』（1990年）ギター
- 国分友里恵  AL『Silent Moon』（1987年）ギター
- ココア男。  S「ヒリヒリしようよ、、、（cw/甘い罠苦い嘘、、、）」（2010年）ギター
- 小坂恭子  AL『フレイバー』（1978年）ギター
- 越美晴（コシミハル）  AL『メイクアップ』（1981年）ギター
- COSMOS-keyboards trio-  AL『BOURBON SUITE』（1982年）ギター
- ゴスペラーズ  AL『二枚目』（1996年）ギター、AL『Vol.4』（1998年）編曲/ギター、AL『Be as One』（2006年）ギター、S「言葉にすれば」（2007年）ギター、S「Up,Up,And Away」（2012年）ギター、AL『STEP FOR FIVE』（2012年）ギター
- 小林明子  AL『BON VOYAGE』（1989年）ギター
- 小林香織  AL『Fine』（2006年）ギター
- 小比類巻かほる  AL『No Problem』（1986年）ギター、AL『TIME THE MOTION』（1989年）ギター、AL『樹形図』（2011年）ギター
- コブクロ  S「YELL〜エール〜/Bell」（2001年）ギター、AL『Roadmade』（2001年）ギター、S「YOU/miss you」（2001年）ギター、S「風」（2002年）ギター、S「願いの詩/太陽」（2002年）ギター、AL『Grapefruits』（2002年）ギター、S「雪の降らない街」（2002年）ギター、S「宝島」（2003年）ギター、S「blue blue」（2003年）ギター、AL『STRAIGHT』（2003年）ギター、S「DOOR」（2004年）ギター
- 小松康伸  AL『First Blood』（1986年）ギター
- 小松未可子  S「群青サバイバル」（2015年）ギター
- 小山茉美  AL『VIVID』（1985年）ギター
- 小山水城  AL『ANGEL'S DREAM』（1985年）ギター
- コンチネンタル・ブレックファスト  S「ぼくは自由のたねをまく」（1996年）編曲
- 近藤名奈  S「地球を蹴ってさか上がりして」（1993年）ギター、S「サラダ通りで会いましょう」（1993年）ギター、S「風の旋律を聴け」（1993年）ギター、S「春色のカーブ」（1994年）ギター、AL『N/S』（1994年）ギター、S「少年のままでいい」（1994年）ギター、AL『最高の笑顔を花束にして』（1994年）ギター
- 近藤房之助  AL『you'll never break my "HEART OF STONE" live at PIT INN』（1990年/ライブ盤）ギター、AL『GO BACK TO De BASIC THING』（1990年/ライブ盤）ギター
- 近藤真彦  AL『三十五周年 近藤真彦×伊集院静=二十四曲』（2015年）ギター

#### さ行
- 彩恵津子  AL『Delication』（1986年）ギター、AL『Unknown Things』（1987年）ギター
- 西郷輝彦  S「旅のあかり」（2012年）ギター
- 西城秀樹  S「今 キミに（cw/時のきざはし）」（2000年）編曲/ギター
- 斉藤さおり（麻倉あきら）  S「I NEED YOUR LOVIN’」（1987年）ギター、AL『I NEED YOUR LOVIN’』（1987年）ギター、AL『LADY』（1989年）ギター
- 坂井紀雄  S「Sail Away」（1985年）ギター、AL『Sail Away』（1985年）ギター、AL『NATURALLY』（1986年）ギター
- 酒井法子  S「鏡のドレス」（1996年）プロデュース/編曲/ギター、AL『スノーフレイクス』（1996年）プロデュース/作曲/編曲/ギター、S「涙色」（1997年）プロデュース/編曲/ギター、AL『Work out fine』（1998年）プロデュース/編曲/ギター、S「PURE」（1999年）プロデュース/編曲/ギター、AL『PURE COLLECTION』（1999年）プロデュース/編曲/ギター、S「WORDS OF LOVE」（2000年）ギター
- 酒井美紀  S「そばに君がいる」（1996年）編曲/ギター、S「忘れそうな痛み」（1997年）編曲/ギター
- SAKANA  AL『The Moon in Daylight』（1992年）ギター
- 坂本洋  AL『TIME IS GONE』（1991年）ギター
- 坂本冬美  配信S「時をこえて」（2017年）ギター
- 佐木伸誘  AL『POSITIVE』（1989年）ギター
- 崎谷健次郎  AL『ただ一度だけの永遠』（1990年）ギター
- 佐久間学  AL『迷走』（1993年）ギター
- 桜井智  AL『T-mode』（1995年）編曲/ギター
- 桜井ゆみ  AL『ラディカル・チャップ』（1989年）ギター
- さくらさくら  S「女の娘は知っている」（1991年）プロデュース/編曲、S「Hello My Love」（1991年）プロデュース/作曲/編曲、AL『SWEET EMOTION』（1992年）プロデュース/作曲/編曲
- 笹路正徳  AL『HOT TASTE JAM』（1979年）ギター、AL『ヘルター・スケルター』（1980年）ギター
- THE SPACE COWBOYS  S「SHINING IN THE BED」（1996年）編曲
- さだまさし  AL『Mist』（2007年）ギター
- 佐田玲子  AL『ひとり歩き』（1989年）ギター
- SADS  S「TOKYO」（1999年）プロデュース/編曲、AL『SAD BLOOD ROCK'N'ROLL』（1999年）プロデュース/編曲、S「SANDY」（1999年）プロデュース/編曲、S「Teen Age (remix)/LIAR (live version)（cw/赤裸々）」（2000年）プロデュース/編曲、S「忘却の空」（2000年）プロデュース/編曲/ギター、S「ストロベリー」（2000年）プロデュース/編曲/ギター、AL『BABYLON』（2000年）プロデュース/編曲/ギター、S「NIGHTMARE」（2000年）プロデュース/編曲
- 佐藤隆  AL『男と女』（1984年）ギター
- 佐藤竹善  AL『Your Christmas Days III』（2015年）ギター
- 佐藤宣彦  AL『SPANISH HARLEM NIGHT』（1987年）ギター
- 佐藤奈々子  AL『Kissing Fish』（1979年）ギター
- 佐藤博  S「アンジェリーナ」（1985年）ギター、S「LOVE ME DO」（1985年）ギター、AL『THIS BOY』（1985年）ギター
- 佐藤允彦  AL『ランドゥーガ〜セレクト・ライブ・アンダー・ザ・スカイ'90』（1990年/ライブ盤）ギター
- 佐野元春  AL『Heart Beat』（1980年）ギター、AL『SOMEDAY』（1982年）ギター
- Something ELse  AL『夏唄』（2004年）編曲/ギター、S「夏唄（cw/あの頃のまま）」編曲/ギター
- 佐門慶一（池田慶一）  AL『10オンスの魂』（1986年）ギター
- 沢田研二  AL『BAD TUNING』（1980年）ギター
- 沢田聖子  AL『夢のかたち』（1985年）ギター
- 沢田知可子  AL『My Pure Station』（1996年）ギター
- 沢知恵  AL『Black Complex』（1993年）ギター
- SEEK  S「Round Trip〜その手を離さないで〜」（1995年）編曲
- 椎名恵  AL『Dolce』（1989年）ギター
- ジェイク・H・コンセプション  AL『J』（1983年）ギター
- JIGGER'S SON  S「バイバイ」（1996年）プロデュース/編曲、S「流星」（1997年）プロデュース/編曲、S「素敵な日々」（1997年）プロデュース/編曲、S「世界の終わり」（1997年）プロデュース/編曲、AL『素敵な日々』（1997年）プロデュース/編曲、S「忘れないで」（1998年）プロデュース/編曲、  AL『バランス』（1998年）プロデュース/編曲
- ZIGGY  AL『ZOO & RUBY』（1993年）ギター
- ZIGZO  S「flow」（2001年）プロデュース/編曲
- 篠原美也子  AL『満たされた月』（1993年）ギター、AL『いとおしいグレイ』（1994年）ギター、AL『河よりも長くゆるやかに』（1995年）ギター
- 篠原利佳  AL『アップライト』（1992年）ギター
- 柴田恭兵  AL『SHOUT』（1987年）ギター
- 柴田多映子（令多映子）  AL『SILKY EMOTION』（1987年）ギター、AL『Dear Yesterday』（1988年）ギター
- 柴田由紀子  AL『EVERYTHING』（1993年）ギター
- シブがき隊   AL『PSST PSST』（1988年）ギター、S「恋するような友情を」（1988年）ギター
- 清水靖晃  AL『Get You!』（1978年）ギター、AL『MARIAH』（1979年）ギター、AL『BERLIN』（1980年）ギター、AL『IQ-179 愛究壱百七拾九』（1981年）ギター、AL『案山子』（1982年）ギター
- シャーリー・カーン  AL『SAY GOOD BYE』（1989年）ギター
- JUSTY-NASTY  AL『SEND NO MORE ROSES』（1993年）ギター
- ジャッキー・チェン  AL『LOVE ME』（1984年）ギター
- JACK KNIFE  AL『CIAO!』（1994年）ギター
- JURASSIC  S「The Brightest」（2002年）編曲
- 女王様  S「女王様物語第二章 〜踊る女王様〜」（1996年）ギター、AL『俺は女王様』（1996年）ギター
- 庄野真代  AL『紅HOTEL』（1984年）ギター
- 障子久美  AL『RHYTHM OF SILENCE』（1990年）ギター
- 女子十二楽坊  AL『EASTERN ENERGY』（2004年）ギター
- 白鳥順子  AL『窓は無数の雨のつぶで』（1982年）ギター
- 城田優  AL『UNO』（2012年）ギター
- JIMSAKU  AL『JADE』（1992年）ギター
- CINDY  AL『LOVE LIFE』（1985年）ギター、AL『ANGEL TOUCH』（1990年）ギター
- 陣内孝則  AL『旋風児』（1982年）ギター、AL『キール』（1987年）ギター
- 陣内大蔵  AL『深呼吸』（1989年）ギター
- スウィングガールズ&ア・ボーイ  DVD『スウィングガールズ ファースト&ラスト・コンサート』（2005年/ライブ盤）ギター
- 杉真理 ＆Pops All Stars  AL『Summer Lounge』（1987年）ギター
- 杉山清貴  AL『beyond...』（1986年）ギター、AL『realtime to paradise』（1987年）ギター、S「風の一秒」（1991年）ギター、AL『I AM ME』（2013年）ギター
- SCRIPT  AL『SCRIPT IS HERE』（2001年）ギター
- 鈴木聖美  AL『Cotton』（1988年）ギター、AL『Miss Mamm』（1990年）ギター
- 鈴木彩子（SAICO）  AL『天地創造』（1990年）ギター、AL『明日へつながる道』（1991年）編曲/ギター、AL『愛があるなら』（1995年）ギター、AL『24の誓い』（1996年）編曲/ギター
- 鈴木雅之  AL『Radio Days』（1989年）ギター
- 鈴木雄大  AL『STREET OF ECHOES』（1987年）ギター、AL『SHOES ON MY SOUL』（1988年）ギター、AL『君のハートが聴こえる』（1989年）ギター、S「くしゃくしゃのラブソング」（1990年）ギター、AL『東京者』（1990年）ギター
- 鈴木結女  AL『Conversation』（1994年）ギター
- ステファニー・ボージェス  AL『HIDEAWAY』（1985年）ギター、S「Born To Be Free」（1985年）編曲/ギター、AL『PINK NOISE』（1986年）ギター
- 須藤薫  AL『CHEF'S SPECIAL』（1980年）ギター
- SUPER EGG MACHINE  S「Brandnew Way」（2002年）編曲、S「雨上がり、空の色」（2002年）編曲
- SUPER JUNIOR-T×モエヤン  S「明日のために、（cw/ロクゴ！）」（2008年）編曲/ギター
- スピッツ  S「空も飛べるはず」（1994年）プロデュース/編曲、S「青い車」（1994年）プロデュース/編曲、AL『空の飛び方』（1994年）プロデュース/編曲
- スピニッヂ・パワー
- SMAP  S「心の鏡」（1992年）編曲/ギター、S「BEST FRIEND（cw/負けるなBaby! 〜Never give up）」（1992年）編曲/ギター、AL『SMAP 002』（1992年）編曲/ギター、AL『SMAP 004』（1993年）編曲/ギター、S「泣きたい気持ち（cw/Hey Hey おおきに毎度あり）」（1994年）編曲/ギター、AL『SMAP 006〜SEXY SIX〜』（1994年）ギター、AL『SMAP 016/MIJ』（2003年）編曲/ギター
- SMOOTH ACE  S「その瞬間」（2000年）ギター、AL『REMAINS』（2001年）ギター、MAL『DRIVE MUSIC』（2001年）ギター、MAL『WINTER MUSIC』（2001年）ギター、MAL『FOR TWO-PIECE』（2002年）ギター、AL『Shall We Dance?』（2003年）ギター、MAL『INTRODUCING』（2003年）ギター、AL『AOR//DAY:』（2003年）ギター、AL『OTHER PEOPLE'S SONGS』（2004年）ギター、AL『A DAY IN THE LIFE OF TOKYO』（2004年）ギター
- Say a Little Prayer  S「小さな星」（1997年）プロデュース/編曲/ギター、S「a day」（1998年）プロデュース/編曲/ギター、S「深愛」（1998年）プロデュース/編曲/ギター、AL『like』（1998年）プロデュース/編曲/ギター、S「like or love」（1998年）プロデュース/編曲/ギター、S「Yes No」（1999年）プロデュース/編曲/ギター、S「Kiss me」（1999年）プロデュース/編曲/ギター、S「Dream」（1999年）プロデュース/編曲/ギター、AL『11pieces』（1999年）プロデュース/編曲/ギター
- せきぐちゆき  S「風と共に」（2009年）ギター
- 瀬戸朝香  S「この情熱はダイヤモンド」（1995年）ギター、AL『Eternal Moment』（1995年）ギター
- 相馬裕子  AL『愛が教えてくれたもの』（1994年）ギター、S「恋なんてしたくない」（1994年）ギター
- 惣領泰則 & JIM ROCKS  AL『SO LONG AMERICA』（1982年）ギター
- ZOÉ（ロレッタ・ゾーイ・ヘイウッド）  AL『ZOÉ HEYWOOD』（1987年）ギター
- SOLIDEMO  S「Next to you (cw/THE ONE)」（2014年）編曲/ギター

#### た行
- タイガー大越  S「Face to Face」（1989年）ギター、AL『Face to Face』（1989年）ギター、AL『チルドレン・オブ・グラヴィティ』（1990年）ギター
- 大地真央  AL『ラ・ドュリオン』（1988年）ギター
- T-5 PROJECT（TIME FIVE and Diana）  AL『ONE NIGHT IN THE CITY』（1984年）ギター
- 高樹澪  AL『ナーダ』（1982年）ギター、S「ダンスはうまく踊れない」（1982年）ギター
- 高崎晃  AL『ジャガーの牙 〜TUSK OF JAGUAR〜』（1982年）ベース
- 髙橋真梨子  AL『BLUESette』（1987年）ギター、AL『VERSE』（1993年）ギター、AL『PURE CONNECTION』（1995年）ギター
- 高橋洋子  AL『9月の卒業』（1993年）ギター、S「宇宙の唄 -サークル・マインド-（cw/暫し空に祈りて）」（2013年）ギター、AL『20th century Boys & Girls II』（2015年）ギター
- 高山厳  AL『何処かの空の下で』（1979年）ギター
- 高村亜留  AL『ARU FIRST』（1985年）作曲/ギター
- 竹内まりや  AL『UNIVERSITY STREET』（1979年）ギター、S「不思議なピーチパイ」（1980年）ギター
- 武田鉄矢  AL『風に聞いた話』（1985年）ギター
- 竹本孝之  AL『BORDER』（1988年）ギター
- 田中好子  AL『好子』（1984年）ギター
- 種ともこ  AL『ベクトルのかなたで待ってて』（1988年）ギター
- 田原音彦  AL『OTOHIKO -Better Days-』（1989年）ギター
- 玉置浩二  AL『LIVE!! 「今日というこの日を生きていこう」』（2005年/ライブ盤）ギター、S「いつもどこかで」（2005年）ギター、DVD『「今日というこの日を生きていこう」LIVE in Zepp Tokyo』（2005年/ライブ盤）ギター、S「プレゼント」（2005年）ギター、S「Lion」（2006年）ギター、AL『PRESENT』（2006年）ギター、AL『06 PRESENT TOUR LIVE 発散だー!!』（2006年/ライブ盤）ギター、DVD『'06「PRESENT」TOUR LIVE』（2006年/ライブ盤）ギター、S「惑星」（2007年）ギター、AL『惑星』（2007年）ギター、AL『KOJI TAMAKI ’07 LIVE ☆惑星☆』（2007年/ライブ盤）ギター、DVD『KOJI TAMAKI '07 ☆惑星☆ TOUR LIVE』（2008年/ライブ盤）ギター
- 田村ゆかり  S「プラチナLover's Day」（2011年）ギター
- ちあきなおみ  AL『かげろふ 〜色は匂へど〜』（1990年）ギター
- CHASE  S「瞳の中のHERO」（1995年）編曲
- 千野秀一  AL『ユク・エフ・メイ』（1981年）ギター
- CHARCOAL FILTER  S「孤独な太陽」（2001年）プロデュース/編曲、AL『PANIC POP』（2001年）プロデュース/編曲/ギター、S「Mother Blues（cw/卒業）」（2002年）プロデュース/編曲
- CHAGE and ASKA  S「Sons and Daughters 〜それより僕が伝えたいのは」（1993年）ギター、AL『RED HILL』（1993年）ギター
- 九十九一  AL『TSUKUMO 1  九十九一の部屋』（1981年）ギター
- つじあやの  AL『虹色の花咲きほこるとき』（2010年）ギター
- 坪倉唯子  S「Cry For The Moon」（1985年）ギター、AL『ALWAYS IN LOVE』（1986年）ギター、AL『Loving You』（1990年）作曲
- TM NETWORK  AL『NETWORK™ -Easy Listening-』（2004年）ギター
- Tinna  AL『1999』（1980年）ギター
- DiVA  S「月の裏側」（2011年）ギター、S「Lost the way」（2012年）ギター
- DNT  MAL『from…』（2012年）ギター
- 寺田恵子  S「天国の出口」（1994年）ギター、AL『Out of Bounds』（1994年）ギター
- テレサ・ジョネット  AL『TERESSA』（1987年）ギター
- テレサ・テン
- 東京女子流  S「キラリ☆」（2010年）ギター、S「おんなじキモチ」（2010年）ギター、S「ヒマワリと星屑」（2010年）ギター、AL『鼓動の秘密』（2011年）ギター、DVD『1st JAPAN TOUR 2011〜鼓動の秘密〜』（2011年/ライブ盤）ギター、S「Limited addiction」（2011年）ギター、S「Rock you!」（2012年）ギター、AL『Limited addiction』（2012年）ギター、S「追憶 -single version-」（2012年）ギター、DVD『2nd JAPAN TOUR 2012〜Limited addiction〜 CONCERT*03『Rock you!』@2012.5.20 日比谷野外音楽堂』（2012年/ライブ盤）ギター、S「運命」（2013年）ギター、AL『約束』（2013年）ギター、DVD『TOKYO GIRLS' STYLE『LIVE AT BUDOKAN 2012』』（2013年/ライブ盤）ギター、S「Partition Love」（2014年）ギター、S「十字架 〜映画「学校の怪談 -呪いの言霊-」 Ver.〜」（2014年）ギター、AL『Killing Me Softly』（2014年）ギター、DVD『4th JAPAN TOUR 2014 CONCERT*04 〜野音 Again〜』（2014年/ライブ盤）ギター、S「ヒマワリと星屑 -English Version-」（2014年）ギター、MAL『PERIOD.BEST 〜オトナニナルンダカラ〜』（2017年）ギター
- 東儀秀樹  AL『I am with you』（2002年）編曲/ギター
- 峠恵子  S「青にとける」（1993年）編曲/ギター
- 堂本剛  AL『[síː]』（2004年）ギター
- 当山ひとみ  AL『ネクスト・ドア』（1983年）ギター
- 富樫春生  AL『CHOCOLATE』（1982年）ギター
- TOKIO  AL『WILD&MILD』（1997年）編曲
- 德永英明  S「Rainy Blue」（1986年）ギター、AL『Girl』（1986年）ギター、AL『radio』（1986年）ギター、AL『honesto』（1999年）ギター、AL『STATEMENT』（2013年）ギター、DVD『Concert Tour 2013 STATEMENT』（2013年/ライブ盤）ギター、AL『STATEMENT TOUR FINAL at NAGOYA CENTURY HALL』（2014年/ライブ盤）ギター、AL『VOCALIST 6』（2015年）ギター、DVD『Concert Tour 2015 VOCALIST & SONGS 3 FINAL at ORIX THEATER』（2016年/ライブ盤）ギター、AL『Concert Tour 2015 VOCALIST & SONGS 3  FINAL at ORIX THEATER』（2016年/ライブ盤）ギター、DVD『30th ANNIVERSARY CONCERT TOUR 2016 ALL TIME BEST Presence』（2017年/ライブ盤）ギター、AL『BATON』初回限定盤A（2017年）ギター、DVD『Concert Tour 2017 BATON』（2018年）ギター、AL『永遠の果てに〜セルフ・カヴァーベスト1〜』（2018年）編曲/ギター、DVD『Concert Tour2018 永遠の果てに』（2019年）ギター、AL『太陽がいっぱい Plein Soleil〜セルフ・カヴァーベスト2〜』（2019年）ギター
- 德永英明 with Family  S「明日へ帰ろう」（2011年）ギター
- 刀根麻理子  AL『NATULALLY』（1986年）ギター
- トニー木庭  AL『ラフ・アンド・スムース』（1981年）ギター
- 友部正人＆矢野誠  AL『雲のタクシー』（1994年）ギター
- 豊島たづみ  AL『STILL NIGHT』（1979年）ギター
- Dragon Ash  MAL『The day dragged on』（1997年）プロデュース/編曲、MAL『Public Garden』（1997年）プロデュース/編曲、S「invitation(cw/Rainy Day And Day)」（1997年）プロデュース/編曲
- Trupti  S「I will bleed」（2016年）ギター

#### な行
- ナイアガラ・トライアングル  AL『NIAGARA TRIANGLE Vol.2』（1982年）ギター
- 内藤やす子  AL『ALIVE AGAIN』（1993年）編曲/ギター、S「冬の稲妻」（1993年）編曲/ギター
- 1986オメガトライブ  S「君は1000%」（1986年）ギター
- 中川勝彦  AL『DOUBLE FEATURE』（1984年）ギター、AL『ペントハウスの夏』（1985年）ギター
- 永作博美  AL『N』（1993年）ギター
- 中島みゆき  AL『はじめまして』（1984年）ギター、S「孤独の肖像」（1985年）ギター、AL『miss M.』（1985年）ギター、S「仮面」（1988年）ギター、AL『中島みゆき』（1988年）ギター、AL『夜を往け』（1990年）ギター、S「浅い眠り」（1992年）ギター
- 中島みゆき with スティービー・ワンダー  S「つめたい別れ」（1985年）ギター
- 中島愛  AL『Be With You』（2012年）ギター、AL『Thank You』（2014年）ギター
- 中西保志  AL『WARMIN'』（1993年）ギター、AL『Truth』（1994年）ギター、AL『Standards』（2007年）ギター
- 中原めいこ  AL『鏡の中のアクトレス』（1988年）ギター
- 中原理恵  AL『Touch Me』（1978年）ギター、S「東京ららばい」（1978年）ギター
- 中村中  AL『聞こえる』（2012年）ギター
- 中森明菜  AL『BITTER AND SWEET』（1985年）ギター
- 中山加奈子  AL『ナカヤマの一発』（1995年）編曲
- 長嶺ヤス子 & 清水靖晃  AL『晩夏 LAST SUMMER 〜サンバ・フラメンカの波〜』（1979年）ギター
- 夏川りみ  AL『沖縄の風』（2004年）ギター、AL『風の道』（2004年）ギター、AL『彩風の音（アヤカジノネ）』（2005年）ギター、AL『RMITs 〜ベスト・デュエット・ソングス〜』（2006年）ギター
- 成田昭次  AL『WUDDAYACALLIT』（1994年）ギター
- ナンシー・ウィルソン  AL『アイル・ビー・ア・ソング』（1983年）ギター、S「ユア・アイズ」（1983年）ギター
- 二井原実  AL『Tower Of Power Night Live at Live Bar X.Y.Z.→A March 13th 2011』（2011年/ライブ盤）ギター
- 新山詩織  S「Don't Cry」（2013年）ギター、S「ひとりごと」（2013年）ギター、S「今 ここにいる」（2014年）ギター、AL『しおり』（2014年）ギター、S「ありがとう」（2015年）ギター、AL『ハローグッバイ』（2015年）ギター、S「もう、行かなくちゃ(cw/隣の行方)」（2016年）ギター、AL『ファインダーの向こう』（2016年）ギター
- NICO（GARDEN）  AL『VALERIA』（1983年）ギター
- 西川弘志  S「Let's it go(cw/明日への叫び 〜サイバー・ハート〜)」（1988年）編曲/ギター、AL『太陽のナイフ』（1989年）編曲/ギター、S「灼熱のヴィーナス」（1989年）編曲/ギター
- 西田智美（森下玲可）  S「Best Friend」（1993年）プロデュース/編曲/ギター、AL『PRISM』（1993年）プロデュース/作曲/編曲/ギター
- 西寺実（西田昌史＋寺田恵子＋二井原実）  AL『ふぞろいのロックたち 其之壱』（2009年）ギター
- 新田一郎  AL『クールが熱い』（1982年）ギター、S「NOT FOR SALE」（1982年）ギター、S「街角から愛をこめて」（1982年）ギター、AL『残像 アフター・イマージュ』（1983年）ギター、S「Daybreak〜夜明け〜」（1983年）ギター、S「ほ・ろ・り」（1983年）ギター、AL『KOTOBUKI』（1983年）ギター、AL『福助』（1984年）ギター、S「渡り鳥はぐれ鳥」（1984年）ギター、S「ガラスのスクリーン」（1984年）ギター、AL『SIMULATION』（1985年）ギター、S「自由はすぐそこに」（1985年）ギター
- 新田一郎 WITH ホーンスペクトラム  AL『SAGA』（1985年）ギター
- NUDE  S「あかずの踏切り」（1990年）プロデュース/編曲、AL『［aiz］』（1990年）プロデュース/編曲/ギター
- 沼澤尚  AL『the wings of time』（1999年）ギター
- Negicco  S「トリプル!WONDERLAND」（2014年）ギター
- 野沢直子  AL『トン吉チン平カン太』（1989年）ギター
- 野村宏伸  AL『GUILTY』（1990年）ギター
- 野村佑香  S「ペイン」（1999年）編曲/ギター、S「セキララ」（1999年）編曲/ギター

#### は行
- ハイ・ファイ・セット  AL『INDIGO』（1985年）ギター、AL『SWEET ROCOMOTION』（1986年）ギター、AL『Gibraltar』（1987年）ギター
- HOUND DOG  AL『HOUND DOG ULTIMATE BEST』（2009年）プロデュース/編曲/ギター
- パク・ヨンハ
- 白竜  AL『サード』（1982年）ギター
- Honey L Days  S「It's sweet,so sweet（cw/まなざし）」（2010年）編曲/ギター、AL『伝えたいことがあるから』（2010年）編曲/ギター
- バニラビーンズ
- 浜田省吾  MAL『CLUB SURFBOUND』（1987年）ギター、AL『FATHER'S SON』（1988年）ギター、AL『Wasted Tears』（1989年）ギター、AL『初夏の頃 〜IN EARLY SUMMER〜』（1997年）プロデュース/編曲/ギター、AL『My First Love』（2005年）ギター
- 浜田麻里  AL『PROMISE IN THE HISTORY』（1986年）ギター
- 浜地たけし  S「WHOSE BIRTHDAY TODAY」（1992年）編曲、AL『WHOSE BIRTHDAY』（1992年）編曲
- PUFFY  AL『FEVER*FEVER』（1999年）ギター
- バブルガム・ブラザーズ  AL『SOUL SPIRIT PART II』（1985年）ギター
- 早川めぐみ  AL『HOT LADY』（1985年）ギター
- PEARL  AL『Century Toys』（1988年）ギター、AL『She's fresh』（1989年）編曲/ギター
- 春畑道哉  AL『DRIVIN'』（1987年）ギター
- ハンガーマン・ファミリー・クラブ・バンド  AL『インビテーション/極上ナイト』（1980年）ギター、S「極上Lady」（1980年）ギター
- BIANCA  AL『BIANCA』（2008年）ギター
- ピエール・バルー  AL『Le Pollen』（1982年）ギター
- 光GENJI  S「風の中の少年」（1991年）ギター、S「奇跡の女神」（1991年）ギター
- 久石譲  AL『illusion』（1988年）ギター
- 氷室京介  S「CRIME OF LOVE」（1991年）ギター、AL『Higher Self』（1991年）ギター
- 姫乃樹リカ（西邑理香）  AL『フェアリー・テール』（1988年）ギター
- 平賀マリカ  AL『Sing Once More〜dear Carpenters』（2009年）ギター
- 平原綾香  AL『From To』（2005年）ギター
- 平松愛理  AL『とっておきの20秒』（1989年）ギター
- 弘田三枝子  AL『TOUCH OF BREEZE』（1983年）ギター
- 広谷順子  AL『ENOUGH』（1983年）ギター
- PINK SAPPHIRE  S「P.S. I LOVE YOU」（1990年）プロデュース/編曲、MAL『P.S. I LOVE YOU』（1990年）プロデュース/編曲、S「抱きしめたい」（1990年）プロデュース/編曲、S「HELLO GOODBYE」（1991年）プロデュース/編曲、AL『From Me To You』（1991年）プロデュース/編曲、S「ハッピーの条件。」（1991年）プロデュース/編曲、S「オールウェザー・ガール」（1991年）プロデュース/編曲、AL『Happy Together』（1991年）プロデュース/編曲、S「TOMORROW」（1992年）プロデュース/編曲、AL『Today and Tomorrow』（1992年）プロデュース/編曲、S「For the Earth」（1992年）プロデュース/編曲、S「クラスメイト」（1993年）プロデュース/編曲、AL『Birthday』（1993年）プロデュース/編曲
- ふくい舞  S「悲しみよ こんにちは（cw/いくたびの櫻）」（2011年）ギター
- 福島邦子  AL『I'm ready』（1979年）ギター
- 福山憲三  S「決めるなら（cw/永遠の誓い）」（1996年）編曲
- 福山雅治  AL『f』（2001年）ギター、S「明日の☆SHOW（cw/想 -new love new world-）」（2008年）ギター、S「fighting pose」（2011年）ギター
- 藤井尚之  AL『NATURALLY』（1987年）ギター
- Platinum Peppers Family S「タイム・カプセル」（1997年）編曲
- 古内東子  S「逢いたいから」（1993年）ギター
- 古川真一  AL『Sketch of Mind』（1986年）ギター
- Bluem of Youth  AL『GROWIN’ DAYS』（2002年）ギター
- ベイビーレイズ  S「ビック☆スター!(cw/恋はパニック)」（2014年）ギター
- ベッキー♪♯  S「エメラルド」（2010年）ギター
- Berryz工房  AL『愛のアルバム⑧』（2012年）ギター
- VELVET PΛW  AL『SIGN』（1990年）プロデュース、AL『Desire』（1991年）プロデュース、S「太陽をつれて」（1991年）プロデュース、S「目覚めるまで」（1992年）プロデュース、AL『目覚めるまで』（1992年）プロデュース
- 辺見マリ
- 細坪基佳  AL『ON YOUR SIDE』（1993年）ギター
- ホット・ドッグ  S「祈り」（2005年）ギター、AL『スパイス』（2005年）ギター、MAL『スタンド』（2006年）ギター
- ポピンズ  AL『ランデヴー』（1986年）ギター
- 堀江美都子  AL『DEBUT』（1989年）編曲/ギター
- 本城未沙子 AL『TRAMPLING DOWN 麗華』（1984年）ギター、AL『DREAMER』（1984年）ギター
- 本多俊之  AL『リラックス』（1991年）ギター、AL『クール・ジュエル』（1994年）ギター、AL『サックス・ホリック』（1996年）ギター
- 本多俊之RADIO CLUB AL『ライブ・カメレオン』（1991年/ライブ盤）ギター、V「ライブ・カメレオン」（1991年/ライブ盤）ギター
- 本田美奈子  S「新世界」（2004年）ギター
- 本田恭章  MAL『ワン・ナイト・キッズ』（1983年）ギター、AL『ID』（1993年）ギター

#### ま行
- 前野曜子  AL『HALF TIME』（1980年）ギター
- 街田祐子  S「誘惑SUMMER」（1981年）ギター
- 松井菜桜子  S「サイレントメビウス・一度だけの魔法」（1992年）編曲
- 松岡直也  AL『LONG FOR THE EAST』（1984年）ギター
- 松岡直也 & WESING  AL『LIVE at MONTREUX FESTIVAL』（1980年/ライブ盤）ギター
- 松岡直也 featuring Toots Thielemans&松木恒秀  AL『KALEIDOSCOPE』（1979年）ギター
- 松岡英明  S「Virgins」（1987年）ギター、AL『以心伝心』（1988年）ギター
- MAX  AL『EMOTIONAL HISTORY』（2001年）ギター
- 松田聖子  AL『North Wind』（1980年）ギター、V『Seikoland 〜武道館ライブ'83〜』（1984年/ライブ盤）ギター、AL『Strawberry Time』（1987年）ギター、S「Precious Heart」（1989年）ギター、S「We Are Love」（1990年）ギター、AL『We Are Love』（1990年）ギター、AL『永遠の少女』（1999年）ギター、AL『bless you』（2006年）ギター
- 松原みき  AL『彩』（1982年）ギター
- 松山千春  S「東京」（1993年）編曲/ギター、AL『24時間』（1994年）編曲/ギター、AL『勇気ありがとう』（1995年）編曲/ギター、AL『叫び』（1997年）ギター、AL『再生』（2006年）ギター、S「賭け（cw/自壊）」（2007年）編曲/ギター
- MARTY BRACEY  AL『MYSTIC HEART』（1980年）ギター
- Mana（長谷川真奈）  AL『Mana』（1992年）ギター
- マリア・モネ  AL『ティーチ・ミー・プリーズ』（1983年）ギター
- MARICA（平賀マリカ）  AL『That's My Style』（1987年）ギター、AL『海月 JELLYFISH』（1987年）ギター
- 真璃子  AL『I love me』（1993年）ギター
- マリーン  AL『ファースト・ラヴのように』（1981年）ギター、S「ザンジバル・ナイト」（1983年）ギター、S「ボーイフレンド」（1983年）ギター、AL『デジャヴー』（1983年）ギター、S「マジック」（1983年）ギター、AL『マジック』（1983年）ギター、V『ファースト・ステージ』（1983年/ライブ盤）ギター、S「トゥナイト」（1984年）ギター、AL『Be・Pop』（1985年）ギター、AL『AFFECTION』（1988年）ギター
- MALTA  AL『MALTA』（1983年）ギター、S「BAD BOOGIE(cw/SCRAMBLE AVENUE)」（1986年）ギター、AL『SPARKLING』（1986年）ギター
- Mi-Ke  AL『朝まで踊ろう悲しきテディ・ボーイ』（1992年）ギター
- MISIA  S「オルフェンズの涙」（2015年）ギター、AL『LOVE BEBOP』（2016年）ギター
- 三重野瞳  AL『Ki･Ra･Ri Pi･Ka･Ri』（1995年）ギター、AL『ベリー☆ロール』（1998年）ギター
- 水樹奈々  AL『ULTIMATE DIAMOND』（2009年）ギター
- 水原明子  AL『Love Message』（1982年）ギター
- MITSUO  MAL『Born in the Sun』（1994年）編曲/ギター
- 観月ありさ  S「抱きしめて!」（1995年）編曲/ギター、AL『CUTE』（1995年）編曲/ギター
- MINAKO OBATA  AL『WE HAVE A DREAM』（1992年）ギター
- 南野陽子  AL『BLOOM』（1987年）ギター、AL『Gather』（1990年）ギター
- 南佳孝  AL『モンタージュ』（1980年）ギター、AL『デイドリーム』（1983年）ギター、AL『どこか遠くへ』（1991年）ギター、AL『ANOTHER TOMORROW』（1996年）ギター、AL『ロマンティコ』（2004年）ギター
- 峰さを理  AL『愛しのgan gan 〜ニューヨーク女庭訓〜』（1989年）ギター
- 三原順子  S「セクシー・ナイト」（1980年）ギター、AL『時限爆弾』（1981年）ギター
- 宮城純子  AL『Piano in Wonderland』（2003年）ギター
- 宮村優子  AL『ケンカ番長』（1996年）ギター
- 宮本文昭  AL『ニペンシィ』（1989年）ギター
- ミュージックスーパーバイザー・ツカモト・バンド  AL『ひび割れた心には君のかんだチューインガム』（1979年）ギター
- 三好鉄生  AL『男だから…』（1991年）ギター
- MILKRUN（AUDIO RULEZ）  S「夜空へと」（2002年）プロデュース/編曲、S「嘘のない歌」（2002年）プロデュース/編曲、AL『くちびるに歌をもて』（2003年）プロデュース/編曲、S「How about the MILKRUN? 〜Apple of My Eye〜」（2003年）プロデュース/編曲
- 向谷実と輝くオーケストラ  AL『A列車で行こう』（2011年）ギター
- 村井博  AL『Mirror of Hearts』（1988年）ギター
- 村上リエ  AL『サハラ』（1984年）ギター
- 村川ジミー  AL『Original DE-MOTION PICTURE』（1982年）ギター
- 村瀬由衣  AL『水曜日の朝、窓を開ける』（1992年）ギター
- 村田有美  AL『KRISHNA』（1980年）ギター、S「きげんなおして、もう」（1981年）ギター、AL『卑弥呼』（1981年）ギター、S「PIGTAIL」（1983年）ギター、AL『ドライウィデイジアン』（1983年）ギター、AL『Uterus Uterus』（1985年）ギター、AL『デザイアー』（1985年）ギター、AL『ヒステリック・グラマー』（1986年）ギター
- 村松健  AL『Still Life Donuts』（1983年）ギター
- 室井憲一  S「嵐が過ぎた跡」（1994年）編曲/ギター
- May J.  AL『平成ラブソングカバーズ supported by DAM』（2019年）ギター
- May'n  AL『Styles』（2009年）ギター
- メモリーキャッツ  S「TOMORROW」（2001年）プロデュース/編曲/ギター
- メロキュア  AL『メロディック・ハード・キュア』（2004年）ギター
- 桃井かおり  AL『WATASHI』（1979年）ギター、AL『KAORI SING THE LADY』（1986年）ギター
- 森進一  S「モロッコ」（1983年）ギター
- 森岡純  S「終らない物語」（1996年）ギター
- 森川美穂  AL『1/2 Contrast』（1988年）ギター
- 森山直太朗  S「風になって」（2006年）ギター、AL『諸君!!』（2008年）ギター
- 森山良子  AL『Touch Me』（2016年）ギター
- 諸岡ケンジ  AL『All Of My Love』（1995年）ギター

#### や行
- 矢尾一樹  AL『DESTINY28』（1988年）ギター
- 八神純子  AL『COMMUNICATION』（1984年）ギター、AL『ブレス』（2012年）ギター
- 八木さおり  AL『PURITY』（1987年）ギター、AL『Moon&Love』（1987年）ギター、AL『MERLIN』（1988年）ギター
- 薬師丸ひろ子  AL『Sincerely Yours』（1988年）ギター
- 泰葉  AL『White Key』（1984年）ギター
- 柳ジョージ  S「The Shadow of Time(cw/Always)」（1998年）編曲/ギター、S「One(cw/ever&Never)」（1999年）編曲/ギター、AL『SUNSET HILLS』（1999年）編曲/ギター、S「傷心」（1999年）編曲/ギター、S「夢の果てるまで〜till the dreamings done〜」（2000年）編曲/ギター、AL『Bluesy Sky』（2001年）編曲/ギター
- 柳葉敏郎  AL『Na-goshi（夏越し）』（1991年）ギター
- やまがたすみこ  AL『歌が降りてくる』（2003年）ギター
- 山口美央子  AL『夢飛行』（1980年）ギター
- 山崎ハコ  S「幻想旅行」（1982年）ギター
- 山下久美子  AL『手をつなごう』（2010年）ギター
- 山梨鐐平  AL『TWEED』（1982年）ギター
- 山本寛太郎  AL『ATLANTROOG』（1981年）ギター
- 山本耕史  S「Always Together」（1997年）編曲/ギター、S「37°ALC (cw/REFLECTION)」（1998年）編曲/ギター、MAL『Yesteryear』（1998年）編曲/ギター
- 山本翔  AL『ROMANTIC VIOLENCE』（1978年）ギター
- 山本達彦  AL『POKER FACE』（1981年）ギター、S「MY MARINE MARILYN」（1983年）ギター、AL『MARTINI HOUR』（1983年）ギター、S「HIS WOMAN」（1983年）ギター、AL『MEDITERRANEE』（1985年）ギター、AL『夏がはじまる日』（1993年）ギター
- 山本太郎  S「もう一人の天使」（1992年）編曲/ギター
- 山本英美  S「さよならSNOW BIRD」（1987年）ギター、AL『COLOR DAYS』（1987年）ギター
- 山本実枝（Mink）   S「孤独の戦士」（1992年）編曲/ギター、AL『No More Bud』（1992年）編曲/ギター
- やや  AL『花道』（1987年）ギター
- YOUNG PUNCH  AL『DISCONISTA』（2001年）編曲/ギター、S「DISCONISTA」（2001年）編曲/ギター
- 由紀さおり  AL『VOICE II』（2015年）ギター
- 雪丸美歩  S「誰にも譲れない愛がある」（1995年）編曲/ギター、AL『NICE!』（1995年）編曲/ギター
- 横山輝一  S「プレッシャー」（1988年）ギター、AL『PRESSURE』（1988年）ギター、S「Truly」（1988年）ギター、S「STATUS」（1988年）ギター
- 吉田拓郎  AL『こんにちわ』（2001年）ギター、AL『豊かなる一日』（2004年/ライブ盤）ギター、DVD『TAKURO & his BIG GROUP with SEO 2005 Live & His RARE Films』（2006年/ライブ盤）ギター
- 吉田拓郎 & かぐや姫  DVD『Forever Young Concert in つま恋 2006』（2006年/ライブ盤）ギター
- 吉田美奈子  AL『MONSTERS IN TOWN』（1981年）ギター、AL『LIGHT'N UP』（1982年） AL『IN MOTION』（1983年/ライブ盤）ギター、AL『EXTREME BEAUTY』（1995年）ギター、V『YOSHIDA MINAKO CONCERT 1995 Vision I -Beauty』（1995年/ライブ盤）ギター、S「GRACES」（1996年）ギター、AL『KEY』（1996年）ギター、S「SHADOW WINTER」（1997年）ギター、AL『SPELL』（1997年）ギター、S「TEMPTATION」（2002年）ギター、AL『Stable』（2002年）ギター、DVD『Special Showcase“Stablenotes”〜Vision2』（2003年/ライブ盤）ギター、AL『REVELATION』（2003年）ギター、AL『Spangles』（2006年）ギター
- 吉野千代乃  AL『Rain Ballade』（1986年）ギター 、AL『SLOW DANCE』（1986年）ギター
- 米村裕美  AL『how are you?』（1992年）ギター

#### ら行
- RIGHT STUFF  AL『OPENING ACT』（1988年）プロデュース/編曲、S「BOY'S HEART」（1988年）プロデュース/編曲、AL『OBJET』（1989年）プロデュース/編曲
- LIFE RECORDERS  S「青春II」（1999年）編曲、S「海を見たいだけだった」（1999年）編曲、AL『東京の空』（1999年）編曲
- Raphael  S「Evergreen」（2000年）プロデュース/編曲、S「秋風の狂詩曲」（2000年）プロデュース/編曲
- LAUGHIN' NOSE  AL『Laughin' Nose』（1985年）ギター、MAL『SOS』（1986年）ギター
- Rie fu  S「あなたがここにいる理由」（2007年）ギター
- LISAGO  AL『GO ON AND ROCK IT!』（1995年）ギター
- 麗灑  AL『薫婬蝿に』（1983年）ギター
- LUCA  S「Gravity Pain (cw/Because)」（1999年）編曲、S「海岸線の奇跡」（2000年）編曲、S「激しい雨」（2001年）編曲
- LOOK  AL『WINGS』（1987年）ギター
- 令多映子  AL『Taeko』（1984年）ギター、AL『AFTER FIVE』（1985年）ギター
- REG-WINK  S「BAD BOY」（1989年）プロデュース/編曲/ギター、AL『REG-WINK』（1989年）プロデュース/編曲/ギター、AL『Band On The Run』（1990年）プロデュース/編曲/ギター
- Ray of Light  MAL『Light of Mine 〜ヒカリノカタチ〜』（2002年）ギター

#### わ行
- 若月さら・松永裕子・市川春樹   S「つよくなーれ」（2007年）ギター
- 若林まりこ（若林マリ子） AL『end of a rainbow』（1987年）ギター
- 渡辺貞夫  AL『Good Time for Love』（1986年）ギター
- 渡辺真知子  AL『TAHIBALI』（1990年）ギター
- 渡辺学  S「きっと雪が降る頃は」（1997年）ギター、AL『the seasons』（1998年）ギター
- 渡辺満里奈  AL『EVERGREEN』（1987年）ギター、AL『SUNNY SIDE』（1988年）ギター
- 和田加奈子  AL『Tenderness』（1986年）ギター

#### トリビュート
- AL『Dear Yuming』（1999年）ギター
- AL『服部良一 〜生誕100周年記念トリビュート・アルバム〜』（2007年）ギター

#### インストゥルメンタル
- AL『ANOTHER PAGE』（1986年）ギター
- AL『THE YELLOW MONKEY SONG BOOK』（1997年）ギター

#### オムニバス
- AL『ハロー!ディスコ・フィーバー☆パラダイス・ガレージ』（年）ギター

### サウンドトラック

#### 映画
- AL『グッドバイ夏のうさぎ』オリジナル・サウンドトラック（1983年）ギター
- 『バカヤロー!2 幸せになりたい。』森田芳光製作総指揮作品（1989年）音楽
- AL『ガンヘッド』サウンドトラック（1989年）ギター
- 『シュート!』大森一樹監督作品（1994年）音楽
- AL『さゞなみ』サウンドトラック（2002年）ギター
- 『SPECTER』（2005年）オープニングテーマ
- AL『ハッピーフライト』サウンドトラック（2008年）ギター
- AL『ロボジー』オリジナル・サウンドトラック（2012年）ギター

#### ドラマ
- AL  必殺シリーズ『必殺! The Hissatsu Sound』（1985年）ギター
- AL  『勝手にしやがれヘイ!ブラザー』オリジナル・サウンドトラック（1990年）編曲/ギター
- AL『愛しの刑事』オリジナル・サウンドトラック（1992年）ギター
- AL『ハッピー・マニア』オリジナル・サウンドトラック（1998年）ギター
- AL『平成夫婦茶碗〜ドケチの花道』オリジナル・サウンドトラック（2000年）ギター
- AL『弱くても勝てます〜青志先生とへっぽこ高校球児の野望〜』オリジナル・サウンドトラック（2014年）ギター

#### スポーツ
- AL『'82世界耐久選手権 富士六時間レース エグゾースト・ビート』（1983年）ギター
- AL『新日本プロレス・テーマ集  カルガリー・ハリケーン』（1985年）ギター
- AL『F-1 GRAND PRIX WORLD』（1992年）ギター
- AL『IMAGES 〜FORMULA 1 WORLD CHAMPIONSHIP '93〜』（1993年）ギター
- Isamu Ohashi & Tail To Nose  S「Battle For The Championship」（1993年）ギター
- AL『キング・スーパー・マーチ  ヒット・パレード2019  〜U.S.A.』（2019年）ギター

#### 本
- AL『カレンダー・ガール』新井素子イメージアルバム（1985年）ギター
- AL『キマイラ・吼III』イメージアルバム（1986年）ギター
- AL『夢見るアンの島〜プリンス・エドワード島の光と風〜』吉村和敏写真集『夢見るアンの島/篠崎書林』イメージアルバム（1989年）ギター
- AL『星へ行く船』新井素子イメージトリップ・シリーズ（1991年）ギター

#### コミック
- AL『リングにかけろ』イメージアルバム（1982年）ギター
- AL『ペリカンロード』イメージアルバム（1983年）作曲/ギター
- AL『超人ロック コズミックゲーム』イメージアルバム（1983年）作曲/編曲/ギター
- AL『エリア88』コミックス・オリジナルアルバム（1984年）ギター
- AL『超人ロック 〈光の剣〉』イメージアルバム（1984年）ギター
- AL『グリーン・レクイエム』イメージアルバム（1984年）ギター
- AL『ペリカンロードII』イメージアルバム（1984年）作曲/編曲/ギター
- AL『スラップ・スティック ミルキィ先生』イメージアルバム（1984年）ギター
- AL『童夢』イメージアルバム（1984年）ギター
- AL『ペリカンロードIII』イメージアルバム（1985年）ギター
- AL『近未来的音楽学習専科 アップルシード』ドラマCD（1988年）ギター
- AL『ミルキーウェイ』イメージアルバム（1988年）ギター
- AL『ORATORIO SCAPE』イメージアルバム（1990年）ギター
- AL『B型同盟』ミュージックアルバム（1991年）編曲/ギター
- AL『精霊使い～虚構の残像～』ミュージックトラック（1993年）ギター

#### アニメーション・アニメーション映画
- AL『太陽の使者 鉄人28号』オリジナル・サウンドトラック（1981年）ギター
- AL『超力ロボ ガラット  音楽篇』（1984年）ギター
- AL  OVA『ダロス』オリジナル・サウンドトラック（1984年）ギター
- AL  デジタルトリップ『夢戦士ウイングマン シンセサイザー・ファンタジー』（1985年）ギター
- AL『うる星やつら3 リメンバー・マイ・ラブ オリジナルサウンドトラック』（1985年）編曲/ギター
- AL『ペリカンロード クラブ・カルーチャ 音楽集』（1986年）ギター
- AL  OVA『LILY-C.A.T.』オリジナル・サウンドトラック（1987年）ギター
- AL  OVA『モルダイバー』音楽篇Vol.2（1993年）ギター
- S 「限りないANSWER」（OVA『ダーティペアFLASH』主題歌）（1994年）編曲/ギター
- AL『新機動戦記ガンダムW OPERATION2』（1995年）編曲/ギター
- AL『飛べ!イサミ』サウンドトラック（1995年）編曲/ギター
- AL  TVアニメ『ママレードボーイ Vol.7 ママレード・サマー』（1995年）ギター
- AL『逮捕しちゃうぞ オリジナルサウンドトラック 1 1/2』（1995年）ギター
- AL『カードキャプターさくら キャラクターソングブック 』（1999年）ギター
- AL  OVA『ストラトス・フォー ADVANCE』 オリジナル・サウンドトラック（2005年）ギター
- AL『TVアニメーション「LOVELESS 」』 サウンドトラック（2005年）ギター
- AL『ルパン三世 天使の策略 〜夢のカケラは殺しの香り〜』オリジナル・サウンドトラック（2005年）ギター
- AL  OVA『きらめき☆プロジェクト』オリジナル・サウンドトラック（2005年）ギター
- S  「テレビアニメ「ハヤテのごとく!」キャラクターCD 6 愛沢咲夜」（2007年）ギター
- AL『Mnemosyne -ムネモシュネの娘たち-』サウンドトラック（2008年）ギター
- AL『図書館戦争』オリジナル・サウンドトラック（2008年）ギター
- AL『テレビアニメ「ハヤテのごとく!」キャラクターCD 2nd Series 02 桂ヒナギクstarring伊藤静』（2009年）ギター
- AL『ヱヴァンゲリヲン新劇場版:破 オリジナルサウンドトラック』（2009年）ギター
- AL『TV Animation BLEACH Original Soundtrack 4』（2009年）ギター
- AL『劇場版BLEACH 地獄篇』オリジナル・サウンドトラック（2010年）ギター
- ラブライブ! ・μ's   S「僕らのLIVE 君とのLIFE」（2010年）ギター
- AL『EVANGELION Piano Forte〜エヴァンゲリオン ピアノフォルテ〜』（2013年）ギター
- AL『大野雄二・大野克夫「ルパン三世VS名探偵コナン THE MOVIE」』オリジナル・サウンドトラック（2013年）ギター
- AL『TVアニメ「弱虫ペダル」O.S.T. 1』（2014年）ギター
- AL『TVアニメ「弱虫ペダル」O.S.T. 2』（2014年）ギター
- AL『TVアニメ「蒼穹のファフナー  EXODUS」』オリジナル・サウンドトラック  vol.1（2015年）ギター
- 大野雄二You&Explosion Band  AL『ルパン三世PART IV  オリジナル・サウンドトラック  〜ITALIANO』（2015年）ギター
- AL『TVアニメ「蒼穹のファフナー  EXODUS」』オリジナル・サウンドトラック  vol.2（2015年）ギター

#### ゲーム
- AL『MUSIC FROM STAR TRADER』 日本ファルコム『スタートレーダー』より（1989年）ギター
- AL『PERFECT COLLECTION YsIII』 日本ファルコム『イースIII』より（1991年）ギター
- AL『UNDERCOVER COPS』 アイレム『アンダーカバーコップス』より（1992年）ギター
- AL『Arc the Rad Original Game Soundtrack』ソニー・コンピュータエンタテインメント『アークザラッド』より（1995年）ギター
- AL『Sega Rally Championship IGNITION』 セガ『セガラリーチャンピオンシップ』より（1995年）プロデュース/編曲/ギター
- AL『ブラッディロア オリジナル・サウンドトラック 〜Primal Scream〜』 ハドソン『BLOODY ROAR』より（1997年）ギター
- AL『F-ZERO X -Guitar Arrange Edition-』 任天堂『F-ZERO X』より（1999年）ギター
- AL『ZONE OF THE ENDERS Z.O.E ORIGINAL SOUNDTRACK』 コナミコンピュータエンタテインメントジャパン『ZONE OF THE ENDERS Z.O.E』より（2001年）ギター
- S  「Beyond the Bounds Theme from "ANUBIS"』 コナミコンピュータエンタテインメントジャパン『ANUBIS ZONE OF ENDERS』より（2003年）ギター
- AL『SUPER MARIO ODYSSEY ORIGINAL SOUND TRACK』  任天堂 『スーパーマリオ  オデッセイ』より（2018年）ギター

#### 朗読
朗読CD『声ものがたり』
- AL『クラシックシリーズ1 白雪姫/幸福な王子』(2002年）音楽/ギター
- AL『クラシックシリーズ2 ジャックと豆の木/マッチ売りの少女』(2002年）音楽/ギター
- AL『クラシックシリーズ3 シンデレラ/みにくいあひるの子』(2003年）音楽/ギター
- AL『クラシックシリーズ5 ヘンゼルとグレーテル/いばら姫』(2003年）ギター
- AL『クラシックシリーズ6 アリババと40人の盗賊/ラプンツェル』(2003年）ギター
- AL『クラシックシリーズ7 雪の女王/はだかの王様』(2004年）音楽/ギター
- AL『クラシックシリーズ8 オズの魔法使い/六羽の白鳥』(2004年）音楽/ギター
- AL『クラシックシリーズ9 船乗りシンドバッドの冒険/ブレーメンの音楽隊』(2004年）音楽/ギター
- AL『クラシックシリーズ10 ハーメルンの笛吹き男/わがままな大男』(2004年）音楽/ギター
- AL『神話シリーズ ギリシャ神話I 〜メデューサの物語』(2004年）作曲/音楽/ギター
- AL『神話シリーズ ギリシャ神話II 〜エロスの物語』(2004年）作曲/音楽/ギター
- AL『神話シリーズ ギリシャ神話III 〜パンドラの物語』(2004年）作曲/音楽/ギター
- AL『名作シリーズ 森は生きている』(2005年）ギター
- AL『名作シリーズ ピノッキオの冒険』(2005年）音楽/ギター
- AL『クラシックシリーズ11 アラジンと魔法のランプ・赤い靴』(2006年）音楽/ギター
- AL『メルヘンシリーズ オレンジ編〜太陽の水がめ』(2010年）音楽/ギター
- AL『メルヘンシリーズ ブルー編〜銅の国、銀の国、金の国』(2010年）音楽/ギター

## 主な参加ライブ
- CAST
- 後藤次利
- 笹路正徳 Music Review
- 佐藤允彦
- 清水靖晃グループ
- タイガー大越
- 鳥山雄司
- 深町純 & Japan All Stars
- 本多俊之RADIO CLUB
- 松岡直也 & WESING
- 松木恒秀 スーパーバンド
- 宮城純子
- 村田陽一
- 渡辺貞夫
- 五輪真弓
- 稲垣潤一
- AKB48
- エレファントカシマシ
- 大竹しのぶ
- 尾崎豊
- 小沢健二
- 笠井紀美子
- 串田アキラ
- 後藤真希
- ゴスペラーズ
- 近藤房之助
- 近藤真彦
- サリナ・ジョーンズ（英語版）
- さだまさし
- 沢田知可子
- 篠原美也子
- SMOOTH ACE
- 玉置浩二
- 寺田恵子
- 東京女子流
- 德永英明
- 中川晃教
- 中島みゆき
- 野口五郎
- 二井原実
- 新田一郎
- HOUND DOG
- パク・ヨンハ
- 濱田“Peco”美和子
- PEARL
- 平原綾香
- 藤井尚之
- 松田聖子
- マリーン
- 未唯
- 水谷豊
- 村田有美
- 吉田拓郎
- 吉田美奈子
- 渡瀬マキ
- 任天堂スペシャルビッグバンド

## 関連人物
- 小堺一機 - 文京区立小学校3・4年の同級生。コメディアン・司会者。
- 笹路正徳 - マライア、ナスカとバンド時代からの盟友。音楽プロデューサー・キーボーディスト。
- 平川達也 - 土方のローディーを3年務める。LINDBERGのギタリスト。
- 坂下丈朋 - 土方のローディーを6年務める。黒夢サポート・SADSギタリストを経て、THE SLUT BANKSのギタリスト・参代目ACE DRIVERに。